# Домбрувка (Познанський повіт)
Домбрувка (пол. Dąbrówka, нім. Tempelhof) — село в Польщі, у гміні Допево Познанського повіту Великопольського воєводства.
Населення — 2382 особи (2011).
У 1975-1998 роках село належало до Познанського воєводства.

## Демографія
Демографічна структура станом на 31 березня 2011 року:
|          | Загалом | Допрацездатний вік | Працездатний вік | Постпрацездатний вік |
| -------- | ------- | ------------------ | ---------------- | -------------------- |
| Чоловіки | 1127    | 370                | 735              | 22                   |
| Жінки    | 1255    | 357                | 836              | 62                   |
| Разом    | 2382    | 727                | 1571             | 84                   |